# Betrayed (2020)
Betrayed (Originaltitel Den største forbrytelsen) ist ein Filmdrama von Eirik Svensson. Der im Zweiten Weltkrieg angesiedelte Historienfilm erzählt die Geschichte einer jüdischen Familie im von Deutschland besetzten Norwegen.

## Handlung
Während des Zweiten Weltkriegs werden Millionen von Juden aus ganz Europa deportiert und in deutschen Konzentrationslagern getötet. Die in Norwegen lebenden Juden fühlen sich in ihrem Land zunächst noch sicher und geschützt. So der junge Charles Braude, der zusammen mit seinen zwei Brüdern bei seinen Eltern in einer kleinen Zweizimmerwohnung in Oslo lebt. Der fröhliche junge Mann hat sich gerade frisch verliebt, und eine aussichtsreiche Karriere als Boxer liegt vor ihm.
Eines Tages im Herbst 1942 werden zunächst alle jüdischen Männer, die älter als 15 Jahre alt sind, von der Polizei abgeholt und zu einem Dock in Oslo gebracht. Auch Charles, seine Brüder und sein Vater werden verhaftet. An Bord des deutschen Frachtschiffs SS Donau warten sie, bis sie aus Norwegen weggebracht werden. Die Mutter bleibt allein in Oslo zurück, ohne zu wissen, was mit ihrem Mann und ihren Söhnen geschieht.

## Produktion

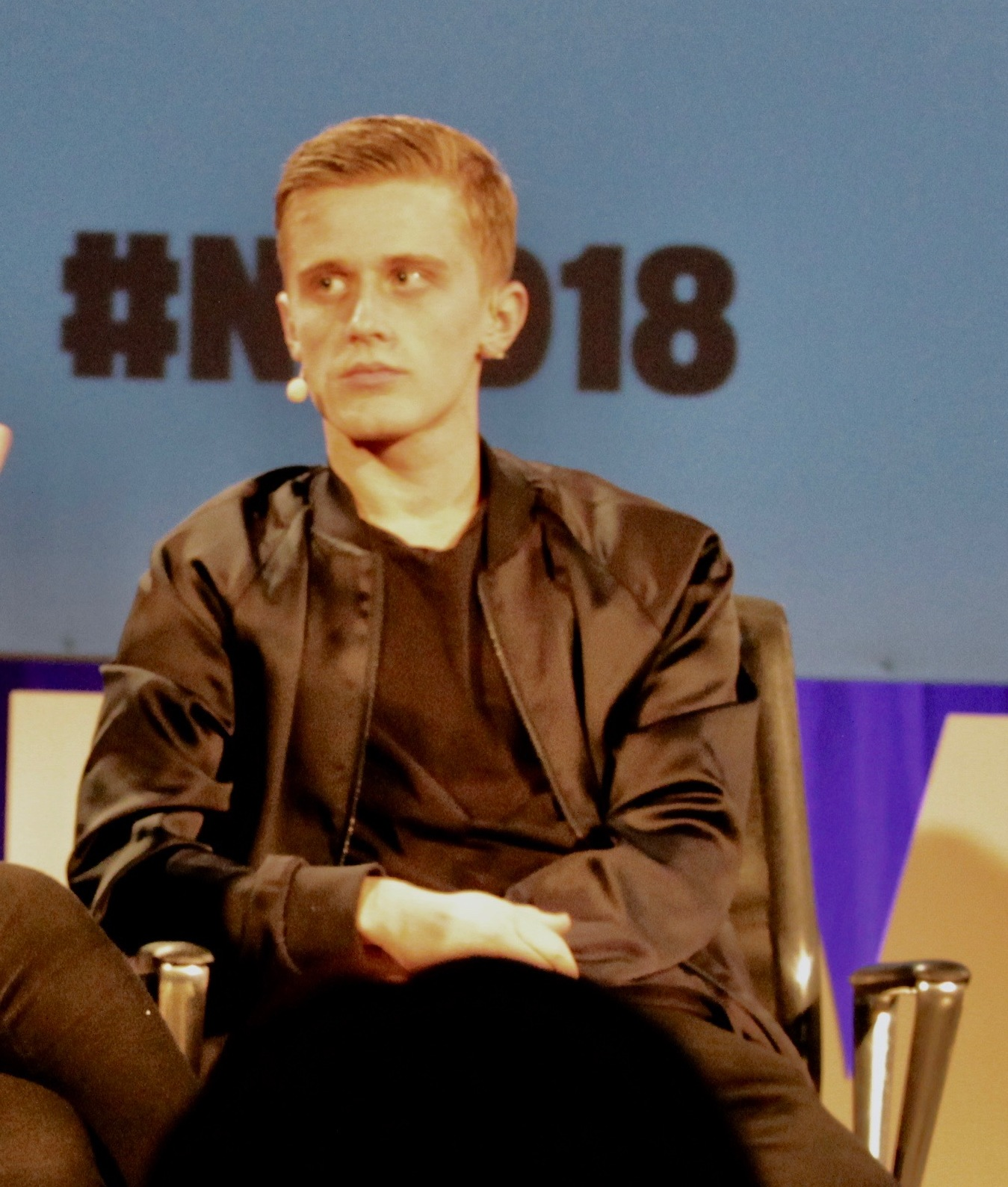
Axel Bøyum übernahm eine der Hauptrollen

Der Film basiert auf der wahren Geschichte der norwegischen Familie Braude. Am 26. November 1942 wurden in Norwegen hunderte Juden mitten in der Nacht abgeholt und auf das deutsche Schiff SS Donau verfrachtet. An Bord befanden sich 302 Männer, 188 Frauen und 42 Kinder. Die Endstation war Auschwitz.
Das Drehbuch schrieben Harald Rosenløw Eeg und Lars Gudmestad. Regie führte Eirik Svensson. 
Die Filmmusik komponierte Johan Söderqvist. Das Soundtrack-Album mit insgesamt 21 Musikstücken wurde im Dezember 2021 von MovieScore Media als Download veröffentlicht.
Der Film kam am 25. Dezember 2020 in die norwegischen Kinos. Im Oktober 2021 wurde er beim Filmfest Emden-Norderney erstmals in Deutschland gezeigt. Am 3. Dezember 2021 kam der Film in ausgewählte US-Kinos und ist seitdem auch als Video-on-Demand verfügbar.

## Rezeption
Laut Rotten Tomatoes hat der Film bei (Stand Juli 2022) alle acht Filmkritiker überzeugt.

## Auszeichnungen
Amanda 2021
- Auszeichnung als Bester Hauptdarsteller (Jakob Oftebro)
- Auszeichnung als Beste Nebendarstellerin (Pia Halvorsen)
- Auszeichnung für die Beste Ausstattung (Tobias Beuving)
- Nominierung als Bester Nebendarsteller (Michalis Koutsogiannakis)
- Nominierung für die Beste Filmmusik (Johan Söderqvist)
- Nominierung für das Beste Make-Up (Sara Klänge)
- Nominierung für die Besten visuellen Effekte (Lars Erik Hansen)
- Nominierung für den Besten Filmschnitt (Christian Siebenherz und Elise Solberg)
- Nominierung für die Besten Kostüme (Anne Pedersen)[6][7]

Internationales Filmfest Emden-Norderney 2021
- Auszeichnung mit dem Bernhard-Wicki-Preis[8]